# Chisocheton nicobarianus
Chisocheton nicobarianus är en tvåhjärtbladig växtart som beskrevs av H.S. Debnath & P.V. Sreekumar. Chisocheton nicobarianus ingår i släktet Chisocheton och familjen Meliaceae. Inga underarter finns listade i Catalogue of Life.